# 宝城郡

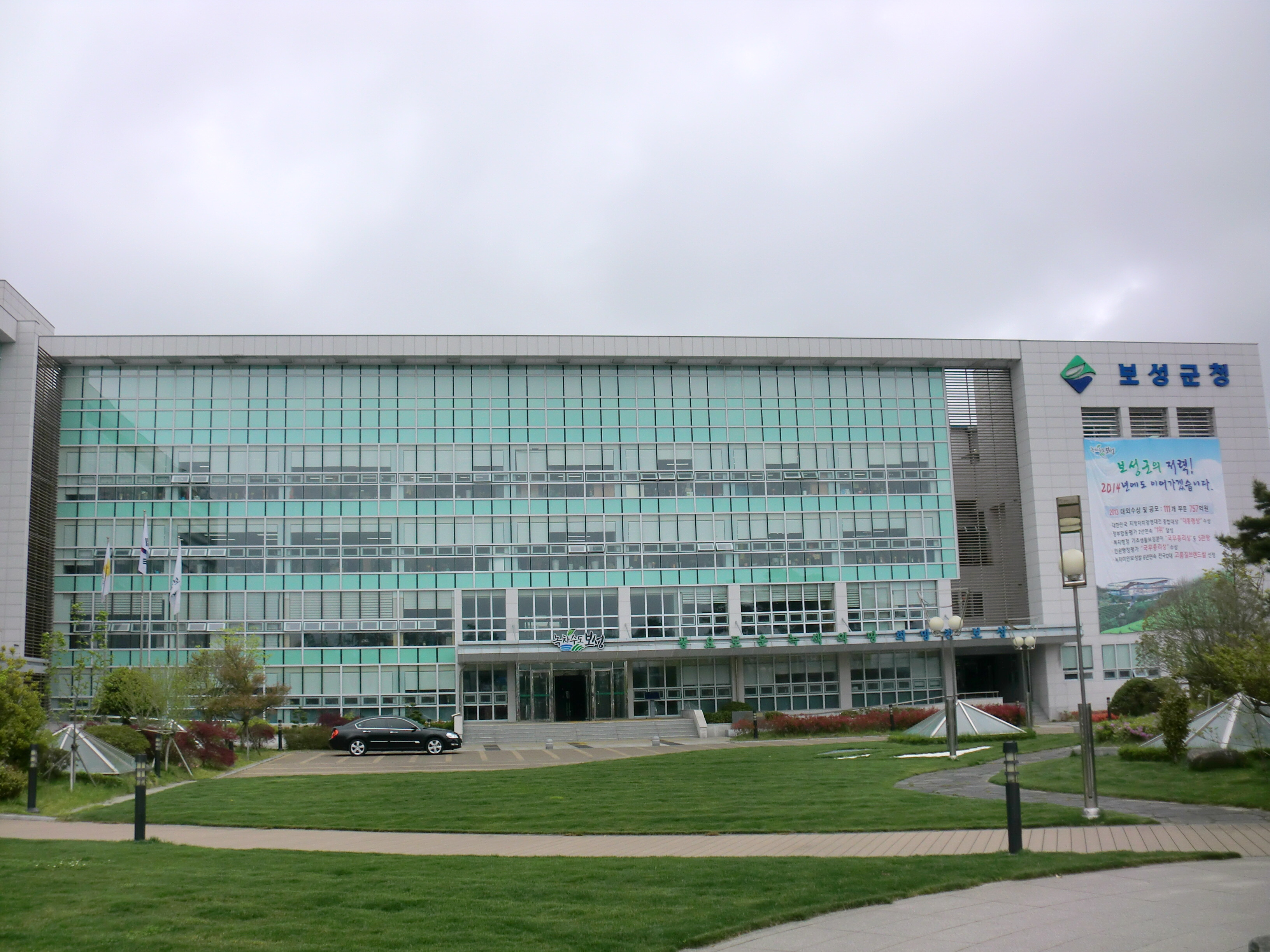
宝城郡庁

宝城郡（ポソンぐん）は、大韓民国全羅南道中南部の郡。緑茶などの特産物で有名。

## 地理
朝鮮半島中南端に位置する農業町で、北西は和順郡、南東は高興郡、北東と東は順天市、西は長興郡に接する。また南西は東シナ海に面している。大部分の地域は山岳地帯で、郡の中央に蟾津江の支流の宝城江が流れ、多目的ダムの住岩ダム（順天市）による住岩湖が位置する。

## 歴史
百済時代の伏忽郡。新羅時代から宝城郡と呼び始める。

### 年表
- 757年 - 宝城郡が置かれる。
- 995年 - 貝州に改称。
- 1018年 - 宝城郡が置かれる。
- 1430年 - 長興都護府の管轄下に置かれ、ついで順天都護府に属する。
- 1895年 - 羅州府の管轄になる（二十三府制）。
- 1896年8月 - 全羅南道の管轄になる。龍門面・玉巌面・蘆洞面・弥勒面・兼於面・白也面・栗於面・福内面・文田面・鳳徳面・兆内面・大谷面・松谷面・道村面の14面を管轄する。
- 1908年10月15日 - 楽安郡古上面・古下面・南上面・南下面を編入。
- 1914年4月1日 - 郡面併合により、長興郡泉浦面・会寧面・熊峙面が宝城郡に編入。龍門面・玉巌面が宝城面に、兼於面・白也面が兼白面に、文田面・鳳徳面が文徳面に、兆内面・大谷面が鳥城面に、南上面・南下面が南面に、泉浦面・会寧面が会泉面にそれぞれ統合し、古下面が古上面に編入し、弥勒面が弥力面に改称（14面）。
  - 宝城面・蘆洞面・弥力面・兼白面・栗於面・福内面・文徳面・鳥城面・松谷面・道村面・古上面・南面・会泉面・熊峙面
- 1915年 - 古上面・南面が合併し、筏橋面が発足（13面）。
- 1917年 - 松谷面・道村面が合併し、得糧面が発足（12面）。
- 1929年4月1日 - 順天郡東草面の虎東里・壮陽里・回亭里・鳳林里・蓮山里が筏橋面に編入（12面）。
- 1937年7月1日 - 筏橋面が筏橋邑に昇格（1邑11面）。
- 1940年11月1日 - 宝城面が宝城邑に昇格（2邑10面）。
- 1973年7月1日 - 文徳面の寒泉里が順天郡松光面に編入（2邑10面）。
- 1983年2月15日 - 高興郡東江面の一部（獐島里）が筏橋邑に編入（2邑10面）。
- 1990年8月1日 - 筏橋邑の一部（獐島里の竹島）が高興郡東江面に編入（2邑10面）。

## 行政

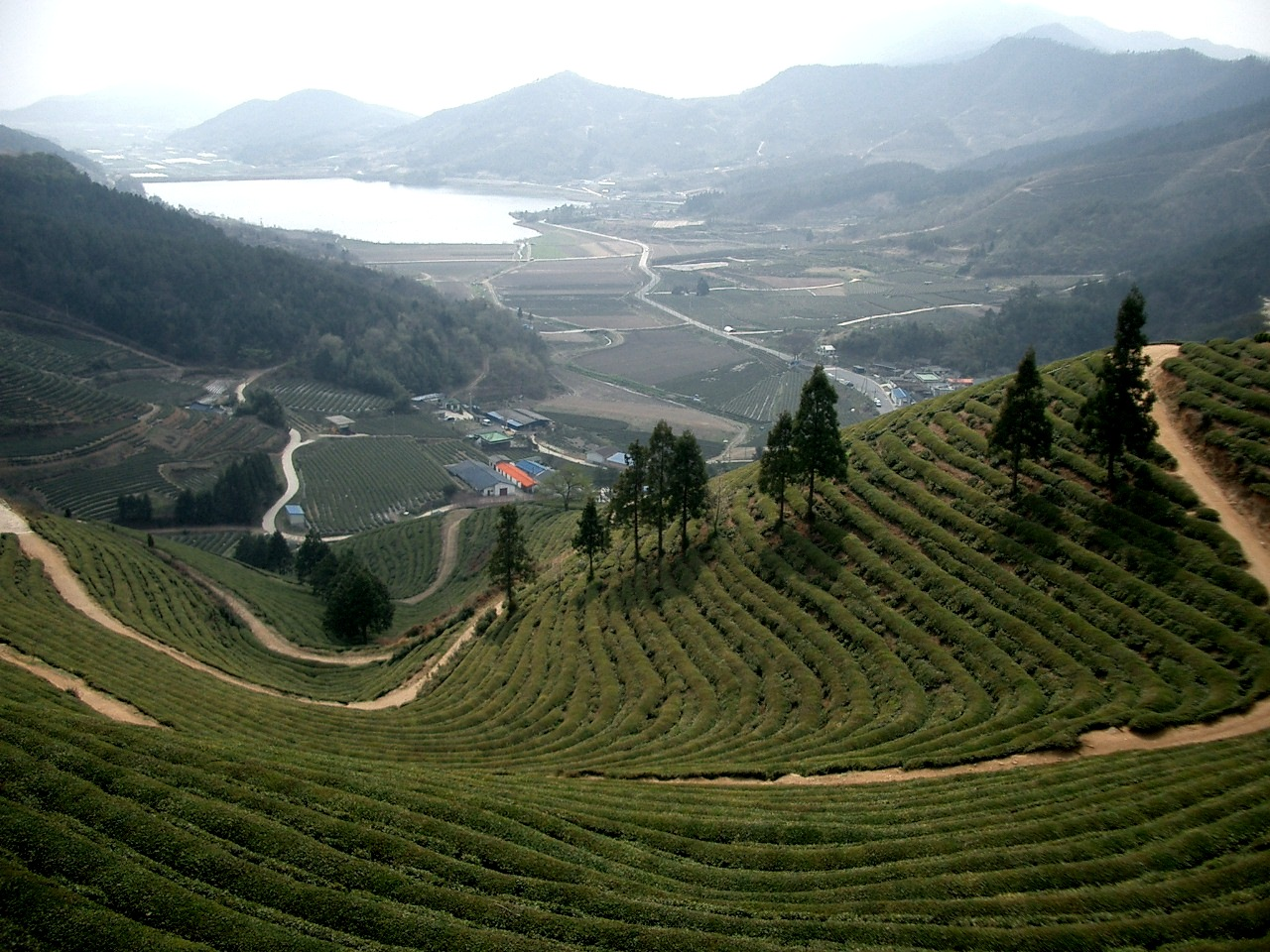
宝城は茶の産地として知られる。写真の場所は宝城ポッチェ茶園、奥の池は聆川貯水池

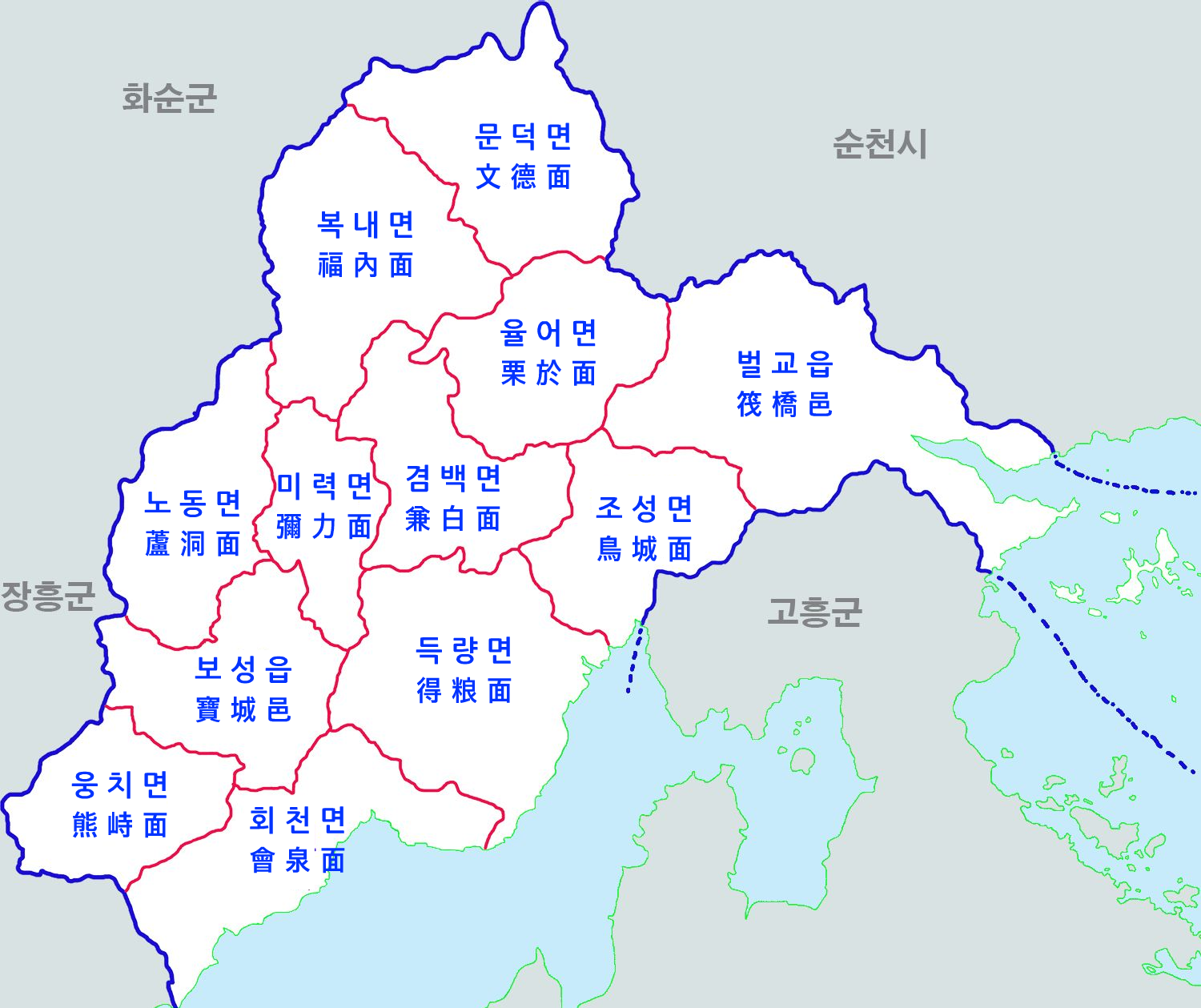
行政区域図

2邑10面、126行政里からなる。
| 邑・面 | 法定里 |
| ------ | --- |
| 筏橋邑 | 筏橋里、典洞里、古邑里、池洞里、洛城里、秋洞里、澄光里、沃田里、七洞里、尺嶺里、馬洞里、長佐里、永登里、長岩里、大浦里、連山里、鳳林里、回亭里、壮陽里、虎東里、獐島里 |
| 宝城邑 | 宝城里、牛山里、玉坪里、烽山里、快上里、玉岩里、大野里、元峰里、珠峰里、龍門里                                                                                         |
| 芦洞面 | 甘井里、挙石里、広谷里、錦湖里、大蓮里、鳴鳳里、新泉里、玉馬里、龍湖里、鶴洞里                                                                                         |
| 弥力面 | 徳林里、道開里、弥力里、盤龍里、龍亭里、草堂里、華榜里 |
| 兼白面 | 南陽里、道安里、沙谷里、石湖里、水南里、龍山里、雲林里、隠徳里、平湖里                                                                                                 |
| 栗於面 | 古竹里、金川里、文陽里、船岩里、柳新里、栗於里、梨洞里、長洞里、七音里                                                                                                 |
| 福内面 | 桂山里、東橋里、盤石里、福内里、鳳川里、詩川里、龍洞里、龍田里、柳亭里、獐川里、日鳳里、真鳳里                                                                         |
| 文徳面 | 亀山里、徳峙里、桐山里、鳳甲里、鳳亭里、陽洞里、龍岩里、雲谷里、竹山里                                                                                                 |
| 鳥城面 | 亀山里、大谷里、徳山里、東村里、梅峴里、鳳陵里、新月里、龍田里、牛川里、隠谷里、鳥城里、築内里                                                                         |
| 得糧面 | 道村里、馬川里、飛鳳里、三亭里、松谷里、礼堂里、五峰里、正興里、海坪里                                                                                                 |
| 会泉面 | 客山里、郡農里、東栗里、碧橋里、鳳崗里、聆川里、栗浦里、全日里、会寧里、泉浦里、花竹里、書堂里                                                                         |
| 熊峙面 | 江山里、大山里、鳳山里、龍盤里、柳山里、中山里 |

### 警察
- 宝城警察署

### 消防
- 宝城消防署（筏橋邑にある）
  - 宝城119安全センター
  - 虹橋119安全センター

## 交通

### 道路
2番国道（木浦～釜山）が郡の中央を貫通する。 国道15号も経由している。
南海高速道路

### 鉄道
- 韓国鉄道公社 慶全線
  - 筏橋駅 - 鳥城駅 - 礼堂駅 - 得粮駅 - 宝城駅 - 広谷駅 - 鳴鳳駅

## 姉妹区
韓国国内
- 江北区（ソウル特別市）
- 蓮堤区（釜山広域市）
- 北区（大邱広域市）

韓国国外
- 蘇家屯区（中国遼寧省瀋陽市）